# Список умерших в 1187 году

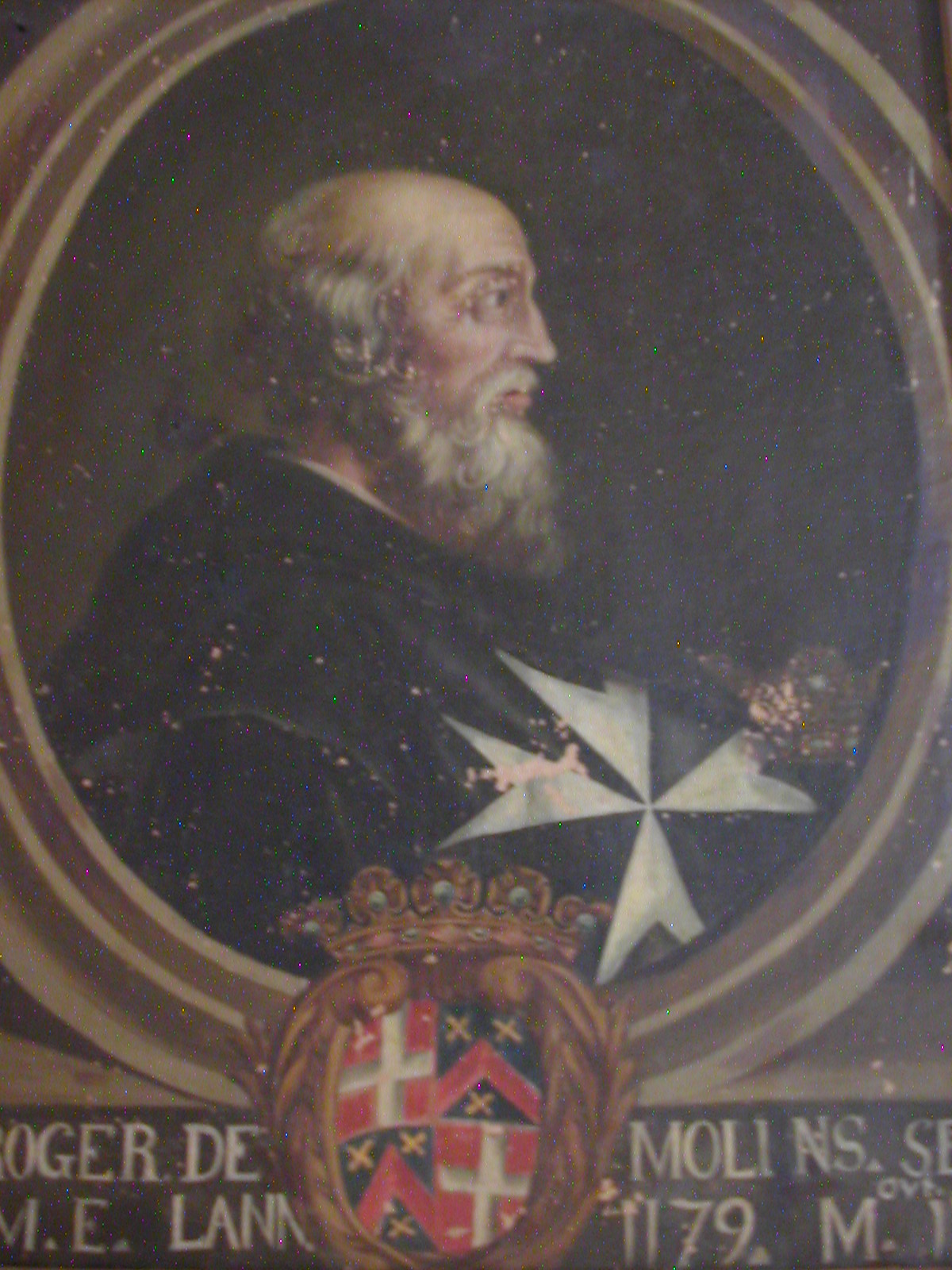
Роже де Мулен

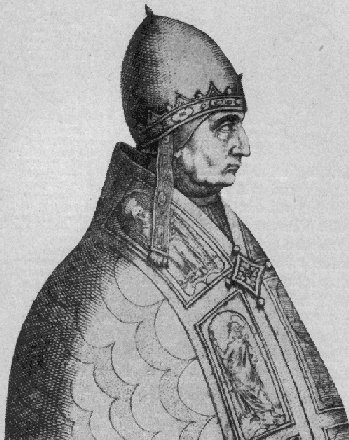
Урбан III

Гао-цзун

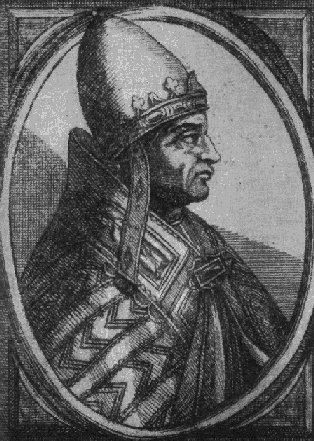
Григорий VIII

В этой статье представлен список известных людей, умерших в 1187 году.
См. также: Категория:Умершие в 1187 году

## Февраль
- 18 февраля — Гильберт Фолиот[англ.] — епископ Херефорда (1148—1163), епископ Лондона (1163—1187)

## Март
- 18 марта — Богуслав I — князь Померании-Шецина с 1156, князь Дымина с 1180; герцог Померании в 1181—1187.

## Апрель
- 18 апреля — Владимир Глебович — князь Переяславский (1169—1187)

## Май
- 1 мая — Роже де Мулен — магистр ордена госпитальеров (1177—1187). Убит в стычке с мусульманами
- 6 мая — Рубен III — правитель Киликийского армянского царства («Властелин Гор»} (1175—1187). Умер после отречения в монастыре.
- 25 мая — Адела фон Фобург, герцогиня Швабии (с 1147) и королева Германии (1152—1153); первая супруга Фридриха I Барбароссы.

## Июль
- 4 июля — Рено де Шатильон — участник второго крестового похода, князь Антиохии (1153—1160), лорд Трансиордании (1177—1187), убит Салах ад-Дином после битвы при Хаттине

## Октябрь
- 1 октября — Ярослав Осмомысл — князь Галицкий (1153—1187)
- 20 октября — Урбан III — папа римский (1185—1187)
- Раймунд III — граф Триполи (1152—1187), князь Галилейский и Тиверийский (1181—1187), регент Иерусалимского королевства в малолетство Балдуина IV и Балдуина V в 1174—1177 и 1184—1186 годах

## Ноябрь
- 9 ноября — Гао-цзун (80) — 1-й китайский император империи Южная Сун (1127—1162), поэт, каллиграф. Отрёкся от власти.
- 10 ноября — Годред II — король Мэна (1153—1158, 1164—1187)
- 30 ноября — Фудзивара-но Хидехира[англ.] — правитель провинции Муцу из династии Северных Фудзивара (1157—1187)

## Декабрь
- 11 декабря — Боно, Пьетро де — кардинал-дьякон Санта-Мария-ин-Аквиро (1165—1173), кардинал-священник римской церкви Санта-Сузанна (1173—1187)
- 17 декабря —Григорий VIII — папа римский (1187)

## Дата неизвестна или требует уточнения
- Алексей Аксух, византийский государственный деятель.
- Алексей Врана — византийский генерал, поднявший восстание против Исаака II Ангела. Убит после поражения.
- Альварес, Родриго[англ.] — леонский дворянин, граф, основатель Ордена Монтегаудио
- Балдуин Ибелин — влиятельный барон Иерусалимского королевства, лорд Ибелин (1170), лорд Рамлы (1170—1187), первый лорд Мирабеля (1170—1187).
- Герард Кремонский — средневековый переводчик арабских книг на латинский язык.
- Йохан[англ.] — архиепископ Уппсалы (1185—1187), убит.
- Константин Манассия, византийский хронист, поэт и романист, митрополит Навпакта.
- Никасий Сицилийский[англ.] — святой мученик римско-католической церкви, покровитель Каккамо и больных золотухой.
- Платон из Тиволи — итальянский математик, астроном и переводчик.
- Роберт Сент-Олбанский, английский рыцарь-тамплиер, перешедший в ислам из христианства в 1185 году, военачальник Салах ад-Дина.
- Саргис Закарян, грузинский военачальник армянского происхождения.
- Альберто Сотио, итальянский художник.